# Jean Bornoy
Jean Bornoy, est un architecte actif au XVe siècle à Bruxelles, dans l'entourage de Philippe le Bon.

## Éléments biographiques
Il est vraisemblablement le premier et véritable concepteur de l'hôtel de ville de Bruxelles qui en forme actuellement l'aile gauche.
Son nom figure dans le livre des dépenses pour la construction de l'hôtel de ville pour l'an 1405, qui précise que Maître Jean Bornoy travaillait avec 17 maçons, 4 tailleurs de pierre et 27 compagnons.
Il eut comme principal collaborateur Jacques van Thienen.
Quant à la tour, elle est l'œuvre de Jean van Ruysbroeck.